# Río Tea
El Tea es un río del noroeste de la península ibérica que discurre por la provincia de Pontevedra, Galicia, España. Es un afluente del río Miño, de unos 50 km de longitud que atraviesa la Comarca del Condado, en el sur de la provincia. Está incluido en la Red Natura desde el año 2000, y fue declarado espacio de interés comunitario en 2001.

## Recorrido
Nace de la confluencia de dos brazos, de los que uno nace en la parte sur de la Sierra del Suído, a unos 900 m s. n. m., y otro a 940 m s. n. m. en el Faro de Avión, en el límite entre las provincias de Orense y Pontevedra. 
Baña los municipios de Covelo, Mondariz, Mondariz-Balneario, Puenteareas y Salvatierra de Miño, donde desemboca en el río Miño. Su cuenca cubre un área de 411 km².
Su recorrido inicial es encajonado, se abre en el valle de Mondariz, atravesando luego la villa de Puenteareas, antes de acabar en el Miño.

## Régimen
El Tea es un río de característico régimen pluvial. Su caudal medio es de 17,5 m³/s

## Afluentes
Cabe destacar el río Alén, por la derecha, que lo recibe todavía en la montaña. Ya en el curso bajo se le une el río Uma, por la izquierda.
Otro afluente es el Caraño que nace entre las peñas Aranda y Redonda y transcurre por Piñeiro y Barciademera. También es afluente el Xabriña que nace .

## Fauna
- Salmón
- Lamprea
- Anguila
- Nutria
- Pato
- Trucha

## Playas fluviales
El Río Tea ofrece varias playas fluviales seguras para el baño. Muchas de estas playas fluviales cuentan con parking y merenderos:
- Playa fluvial de Maceira (42.271622, -8.352400)
- Playa fluvial de A Freixa (42.188655, -8.514075)
- Playa fluvial de San Roque (42.177155, -8.511219)
- Playa fluvial de A Moscadeira (42.172421, -8.512614)
- Playa fluvial de As Partidas (42.145845, -8.512943)
- Playa fluvial de O Pego (42.126371, -8.508999)
- Playa fluvial de Cordeiro (42.104342, -8.506738)

## Galería

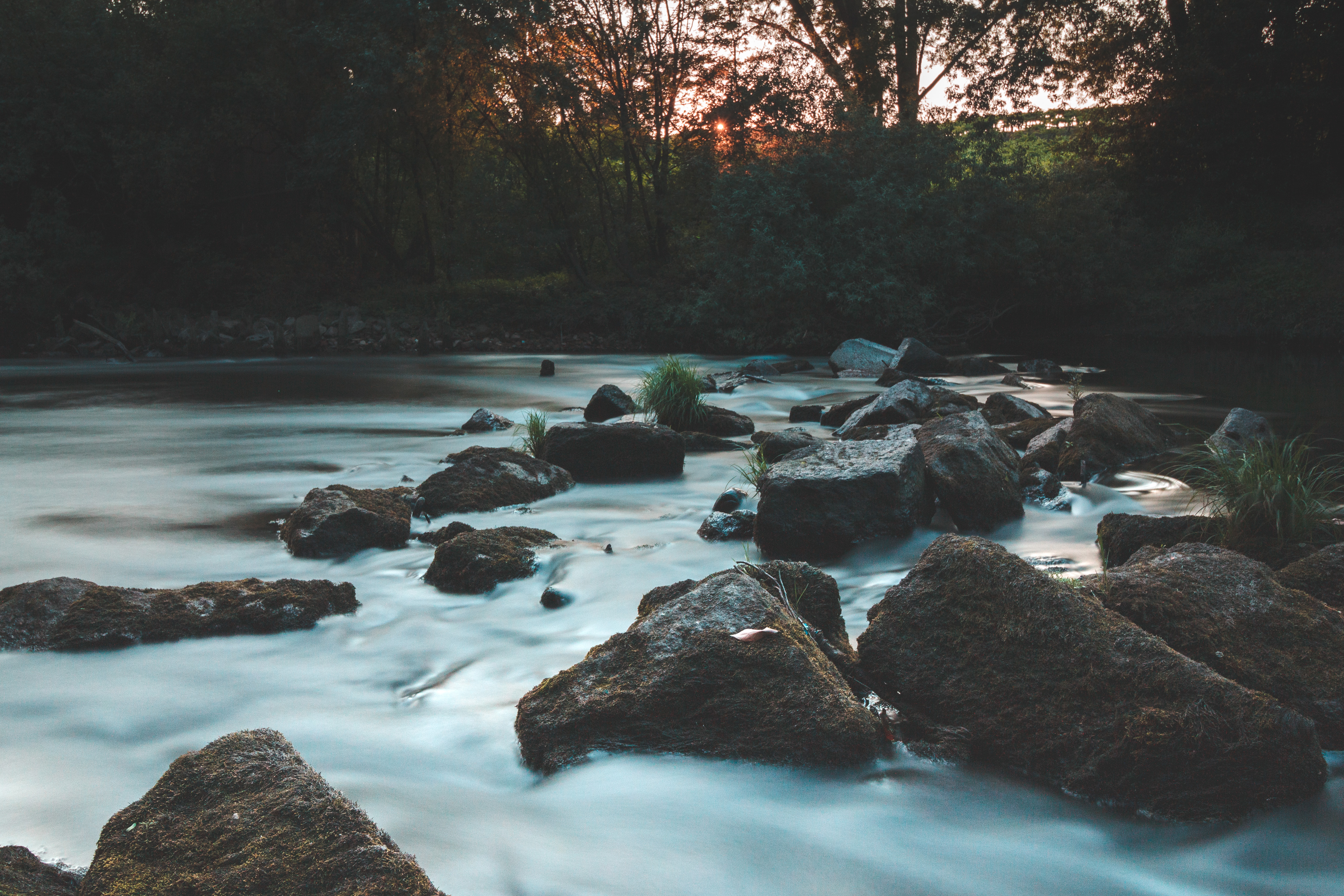
Atardecer en el Río Tea a su paso por Salvatierra de Miño en Galicia
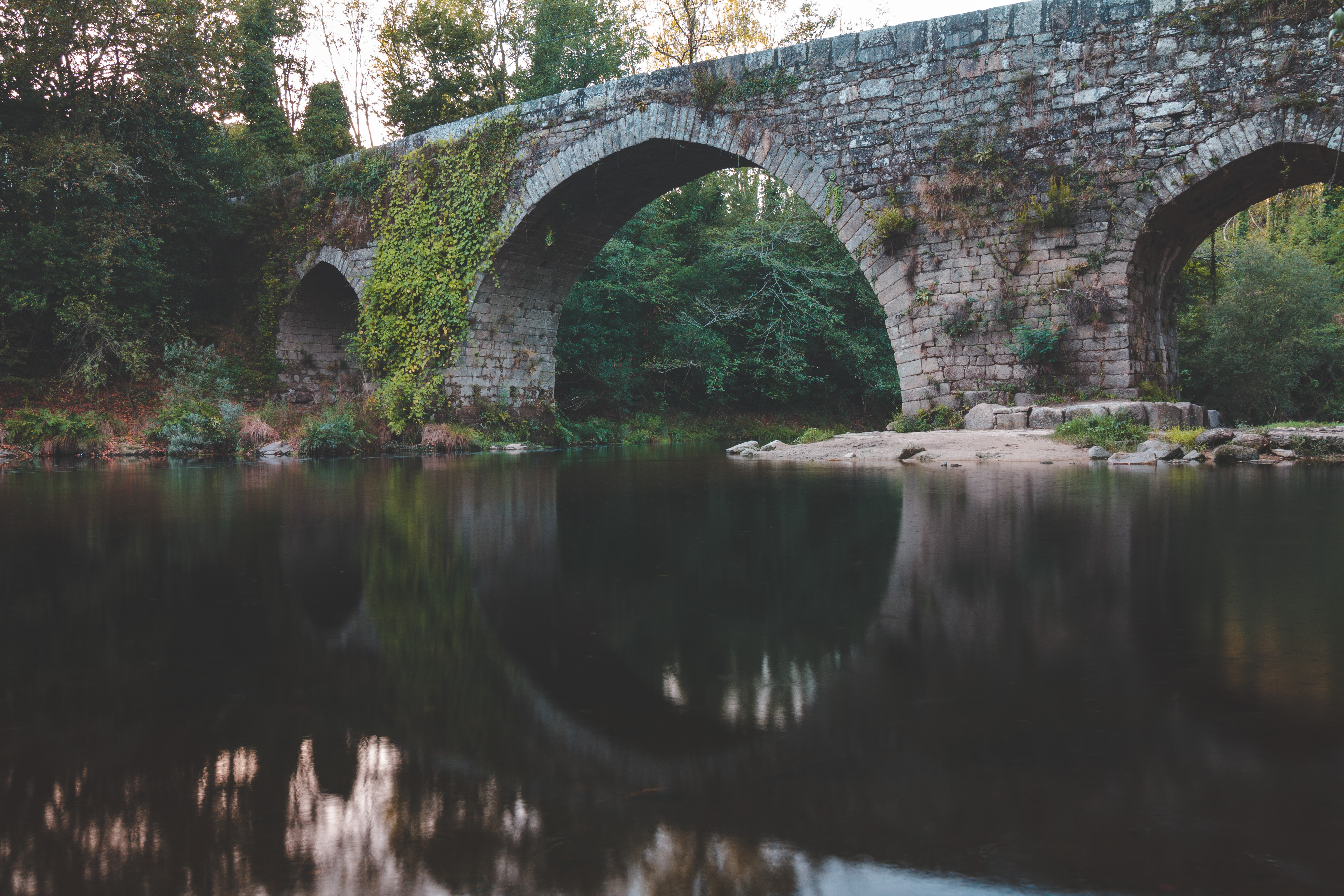
Puente Medieval de Fillaboa sobre el Río Tea en el Concello de Salvatierra de Miño
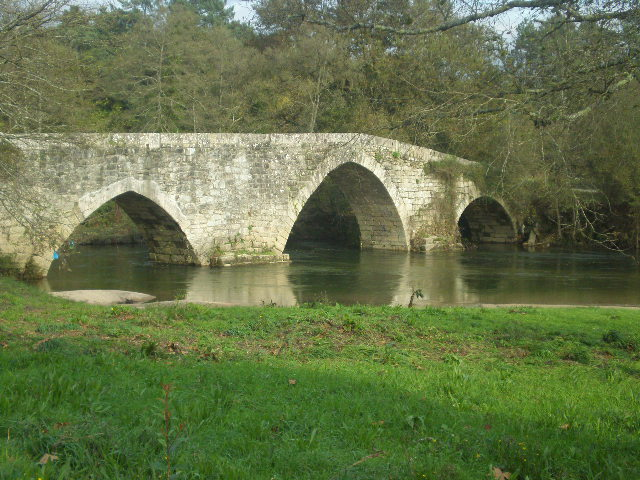
Puente de las Partidas en Moreira, Puenteareas
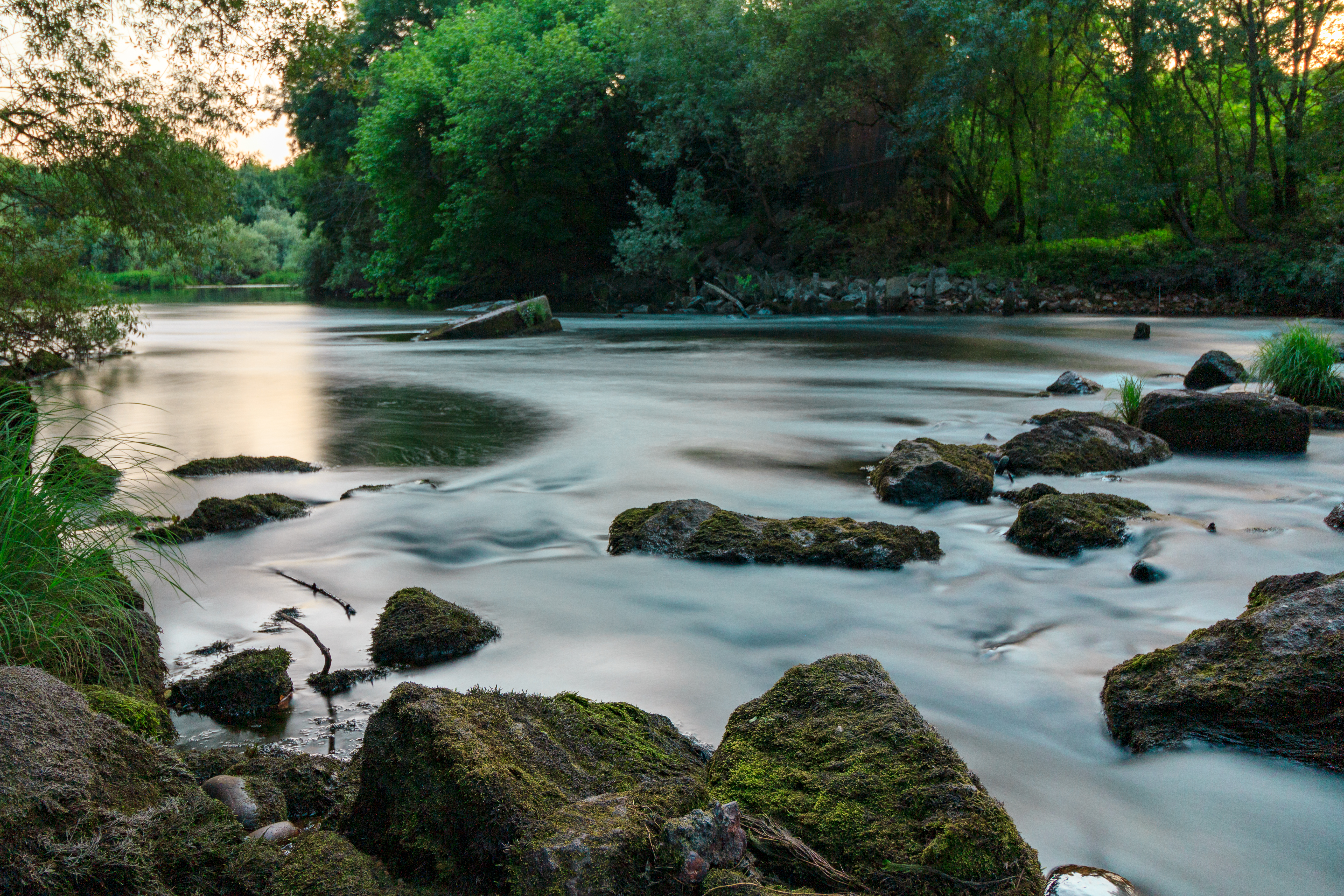
Tramo final del Río Tea en Salvatierra de Miño
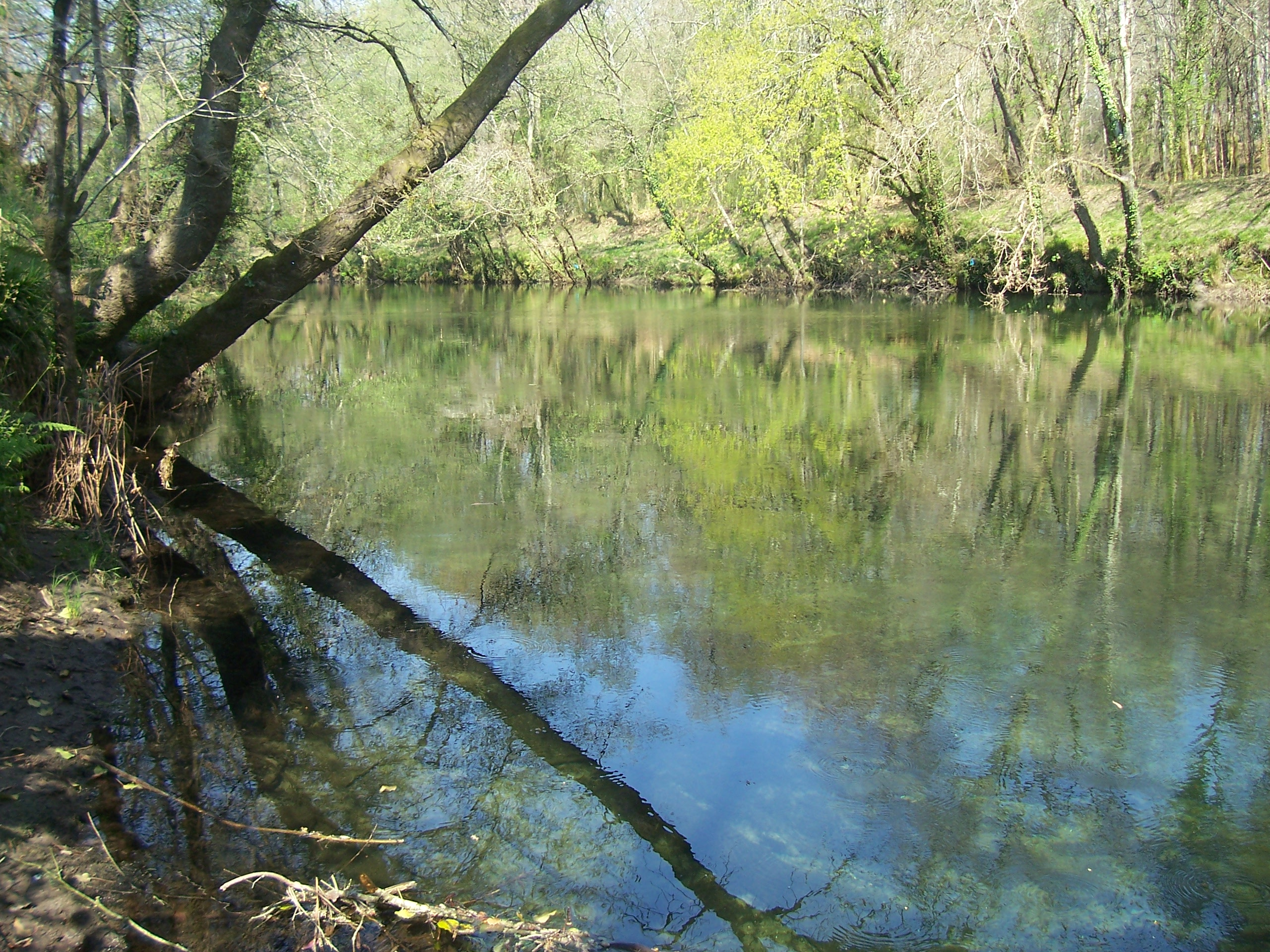
El Río Tea a su paso por Ribadetea